# Việt Trì
Việt Trì è una città del Vietnam, capoluogo della provincia di Phu Tho. È una delle principali città industriali del nord del paese, situata alla confluenza tra il fiume Rosso e il fiume Chiaro, poco più a valle della confluenza del fiume Nero nel fiume rosso.